# Otostigmus proponens
Otostigmus proponens är en mångfotingart som beskrevs av Chamberlin 1920. Otostigmus proponens ingår i släktet Otostigmus och familjen Scolopendridae. Inga underarter finns listade i Catalogue of Life.